# Record dei campionati mondiali giovanili di nuoto
La seguente è una lista dei tempi più veloci mai nuotati nelle varie edizioni dei Campionati mondiali giovanili di nuoto. Le competizioni si svolgono in vasca lunga (50 m).
(Dati aggiornati all'edizione di Indianapolis 2017)

## Vasca lunga (50m)

### Ragazzi
| Gara                     | Tempo    | +                                     | Atleta                                                                                                 | Nazionalità | Data                          | Edizione | Luogo                      | Ref         |
| ------------------------ | -------- | ------------------------------------- | --- | ----------- | ----------------------------- | -------- | -------------------------- | ----------- |
| Stile libero             |          |                                       | |             |                               |          |                            |             |
| 50 m                     | 21"75    | b                                     | Michael Andrew                                                                                         | Stati Uniti | 25 agosto 2017 26 agosto 2017 | VI       | Indianapolis, Stati Uniti  | [ 1 ] [ 2 ] |
| 100 m                    | 47"07    | s                                     | David Popovici                                                                                         | Romania     | 30 agosto 2022                | VIII     | Lima, Perù                 |             |
| 200 m                    | 1'46"18  |                                       | David Popovici                                                                                         | Romania     | 31 agosto 2022                | VIII     | Lima, Perù                 |             |
| 400 m                    | 3'46"06  |                                       | Gabor Zombori                                                                                          | Ungheria    | 20 agosto 2019                | VII      | Budapest, Ungheria         |             |
| 800 m                    | 7'45"67  |                                       | Mack Horton                                                                                            | Australia   | 28 agosto 2013                | IV       | Dubai, Emirati Arabi Uniti | [ 3 ]       |
| 1500 m                   | 14'46"09 |                                       | Franko Grgić                                                                                           | Croazia     | 25 agosto 2019                | VII      | Budapest, Ungheria         |             |
| Dorso                    |          |                                       | |             |                               |          |                            |             |
| 50 m                     | 24"44    |                                       | Ksawery Masiuk                                                                                         | Polonia     | 2 settembre 2022              | VIII     | Lima, Perù                 |             |
| 100 m                    | 52"91    |                                       | Ksawery Masiuk                                                                                         | Polonia     | 31 agosto 2022                | VIII     | Lima, Perù                 |             |
| 200 m                    | 1'56"69  |                                       | Hugo González                                                                                          | Spagna      | 28 agosto 2017                | VI       | Indianapolis, Stati Uniti  | [ 4 ]       |
| Rana                     |          |                                       | |             |                               |          |                            |             |
| 50 m                     | 27"02    | sf                                    | Nicolò Martinenghi                                                                                     | Italia      | 27 agosto 2017                | VI       | Indianapolis, Stati Uniti  | [ 5 ]       |
| 100 m                    | 59"01    | sf                                    | Nicolò Martinenghi                                                                                     | Italia      | 23 agosto 2017                | VI       | Indianapolis, Stati Uniti  | [ 6 ]       |
| 200 m                    | 2'09"40  |                                       | Josh Matheny                                                                                           | Stati Uniti | 23 agosto 2019                | VII      | Budapest, Ungheria         |             |
| Farfalla                 |          |                                       | |             |                               |          |                            |             |
| 50 m                     | 22"96    | Miglior prestazione mondiale under 18 | Diogo Ribeiro                                                                                          | Portogallo  | 3 settembre 2022              | VIII     | Lima, Perù                 |             |
| 100 m                    | 51"08    |                                       | Kristóf Milák                                                                                          | Ungheria    | 25 agosto 2017                | VI       | Indianapolis, Stati Uniti  | [ 7 ]       |
| 200 m                    | 1'53"87  |                                       | Kristóf Milák                                                                                          | Ungheria    | 28 agosto 2017                | VI       | Indianapolis, Stati Uniti  | [ 8 ]       |
| Misti                    |          |                                       | |             |                               |          |                            |             |
| 200 m                    | 1'58"46  |                                       | Carson Foster                                                                                          | Stati Uniti | 21 agosto 2019                | VII      | Budapest, Ungheria         |             |
| 400 m                    | 4'11"93  |                                       | Apostolos Papastamos                                                                                   | Grecia      | 24 agosto 2019                | VII      | Budapest, Ungheria         |             |
| Staffette a stile libero |          |                                       | |             |                               |          |                            |             |
| 4×100 m                  | 3'15"80  |                                       | Jake Magahey (49"51) Luca Urlando (48"73) Adam Chaney (48"64) Carson Foster (48"92)                    | Stati Uniti | 20 agosto 2019                | VII      | Budapest Ungheria          |             |
| 4×200 m                  | 7'08"37  | Miglior prestazione mondiale under 18 | Jake Magahey (1'48"11) Luca Urlando (1'47"13) Jake Mithell (1'47"03) Carson Foster (1'46"10)           | Stati Uniti | 23 agosto 2019                | VIi      | Budapest Ungheria          |             |
| Staffetta mista          |          |                                       | |             |                               |          |                            |             |
| 4×100 m                  | 3'33"19  | Miglior prestazione mondiale under 18 | Nikolay Zuev (53"84) Vladislav Gerasimenko (59"53) Andrej Minakov (50"93) Aleksandr Shchegolev (48"89) | Russia      | 25 agosto 2019                | VII      | Budapest Ungheria          |             |

Legenda:  - Record del mondo;  - Record mondiale juniores

Record non ottenuti in finale: (b) - batteria; (sf) - semifinale; (s) - staffetta prima frazione.

### Ragazze
| Gara                     | Tempo    | +                                     | Atleta                                                                                         | Nazionalità   | Data           | Edizione | Luogo                      | Ref    |
| ------------------------ | -------- | ------------------------------------- | ---------------------------------------------------------------------------------------------- | ------------- | -------------- | -------- | -------------------------- | ------ |
| Stile libero             |          |                                       |                                                                                                |               |                |          |                            |        |
| 50 m                     | 24"59    |                                       | Rikako Ikee                                                                                    | Giappone      | 28 agosto 2017 | VI       | Indianapolis, Stati Uniti  | [ 9 ]  |
| 100 m                    | 53"63    | s                                     | Taylor Ruck                                                                                    | Canada        | 27 agosto 2017 | VI       | Indianapolis, Stati Uniti  | [ 10 ] |
| 200 m                    | 1'57"08  |                                       | Taylor Ruck                                                                                    | Canada        | 28 agosto 2017 | VI       | Indianapolis, Stati Uniti  | [ 11 ] |
| 400 m                    | 4'05"42  |                                       | Lani Pallister                                                                                 | Australia     | 23 agosto 2019 | VII      | Budapest Ungheria          |        |
| 800 m                    | 8'22"49  |                                       | Lani Pallister                                                                                 | Australia     | 21 agosto 2019 | VII      | Budapest Ungheria          |        |
| 1500 m                   | 15'58"86 |                                       | Lani Pallister                                                                                 | Australia     | 24 agosto 2019 | VII      | Budapest Ungheria          |        |
| Dorso                    |          |                                       |                                                                                                |               |                |          |                            |        |
| 50 m                     | 27"81    |                                       | Gabrielle Fa'amausili                                                                          | Nuova Zelanda | 29 agosto 2015 | V        | Singapore                  | [ 12 ] |
| 100 m                    | 59"11    |                                       | Regan Smith                                                                                    | Stati Uniti   | 24 agosto 2017 | VI       | Indianapolis, Stati Uniti  | [ 13 ] |
| 200 m                    | 2'07"45  |                                       | Regan Smith                                                                                    | Stati Uniti   | 25 agosto 2017 | VI       | Indianapolis, Stati Uniti  | [ 14 ] |
| Rana                     |          |                                       |                                                                                                |               |                |          |                            |        |
| 50 m                     | 29"86    |                                       | Rūta Meilutytė                                                                                 | Lituania      | 27 agosto 2013 | IV       | Dubai, Emirati Arabi Uniti | [ 15 ] |
| 100 m                    | 1'06"61  |                                       | Rūta Meilutytė                                                                                 | Lituania      | 29 agosto 2013 | IV       | Dubai, Emirati Arabi Uniti | [ 16 ] |
| 200 m                    | 2'19"64  | Miglior prestazione mondiale under 18 | Viktoriya Zeynep Güneş                                                                         | Turchia       | 30 agosto 2015 | V        | Singapore                  | [ 17 ] |
| Farfalla                 |          |                                       |                                                                                                |               |                |          |                            |        |
| 50 m                     | 25"46    | Miglior prestazione mondiale under 18 | Rikako Ikee                                                                                    | Giappone      | 26 agosto 2017 | VI       | Indianapolis, Stati Uniti  | [ 18 ] |
| 100 m                    | 57"25    |                                       | Rikako Ikee                                                                                    | Giappone      | 28 agosto 2017 | VI       | Indianapolis, Stati Uniti  | [ 19 ] |
| 200 m                    | 2'07"74  |                                       | Emily Large                                                                                    | Gran Bretagna | 24 agosto 2017 | VI       | Indianapolis, Stati Uniti  | [ 20 ] |
| Misti                    |          |                                       |                                                                                                |               |                |          |                            |        |
| 200 m                    | 2'11"03  |                                       | Viktoriya Zeynep Güneş                                                                         | Turchia       | 28 agosto 2015 | V        | Singapore                  | [ 21 ] |
| 400 m                    | 4'37"78  |                                       | Mio Narita                                                                                     | Giappone      | 30 agosto 2022 | VIII     | Lima, Perù                 |        |
| Staffette a stile libero |          |                                       |                                                                                                |               |                |          |                            |        |
| 4×100 m                  | 3'36"19  | Miglior prestazione mondiale under 18 | Taylor Ruck (53"63) Penny Oleksiak (53"70) Rebecca Smith (54"65) Kayla Sanchez (54"21)         | Canada        | 27 agosto 2017 | VI       | Indianapolis, Stati Uniti  | [ 22 ] |
| 4×200 m                  | 7'51"47  | Miglior prestazione mondiale under 18 | Kayla Sanchez (1'59"01) Penny Oleksiak (1'56"86) Rebecca Smith (1'58"66) Taylor Ruck (1'56"94) | Canada        | 23 agosto 2017 | VI       | Indianapolis, Stati Uniti  | [ 23 ] |
| Staffetta mista          |          |                                       |                                                                                                |               |                |          |                            |        |
| 4×100 m                  | 3'58"38  | Miglior prestazione mondiale under 18 | Jade Hannah (1'00"68) Faith Knelson (1'07"86) Penny Oleksiak (56"91) Taylor Ruck (52"93)       | Canada        | 28 agosto 2017 | VI       | Indianapolis, Stati Uniti  | [ 24 ] |

Legenda:  - Record del mondo;  - Record mondiale juniores

Record non ottenuti in finale: (b) - batteria; (sf) - semifinale; (s) - staffetta prima frazione.

### Mista
| Gara                     | Tempo   | +                                     | Atleta                                                                             | Nazionalità | Data           | Edizione | Luogo             | Ref |
| ------------------------ | ------- | ------------------------------------- | ---------------------------------------------------------------------------------- | ----------- | -------------- | -------- | ----------------- | --- |
| Staffetta a stile libero |         |                                       |                                                                                    |             |                |          |                   |     |
| 4x100 m                  | 3'25"92 | Miglior prestazione mondiale under 18 | Luca Urlando (49"66) Adam Chaney (48"25) Amy Tang (54"18) Gretchen Walsh (53"83)   | Stati Uniti | 22 agosto 2019 | VII      | Budapest Ungheria |     |
| Staffetta mista          |         |                                       |                                                                                    |             |                |          |                   |     |
| 4x100 m                  | 3'44"84 | Miglior prestazione mondiale under 18 | Will Grant (53"89) Josh Matheny (59"31) Torri Huske (58"04) Gretchen Walsh (53"60) | Stati Uniti | 21 agosto 2019 | VII      | Budapest Ungheria |     |

Legenda:  - Record del mondo;  - Record mondiale juniores

Record non ottenuti in finale: (b) - batteria; (sf) - semifinale; (s) - staffetta prima frazione.